# Sân vận động Sarawak
Sân vận động Sarawak là một sân vận động đa năng ở Kuching, Malaysia. Sân hiện đang được sử dụng chủ yếu cho các trận đấu bóng đá. Sân vận động có sức chứa 40.000 khán giả.

## Lịch sử
Sân được xây dựng vào năm 1995 cho Giải vô địch bóng đá trẻ thế giới 1997. Sân vận động tiếp giáp với sân vận động cũ, Sân vận động Bang Sarawak (Sân vận động Negeri) trước đây được sử dụng để tổ chức các giải đấu và giải vô địch khác nhau.
Sân vận động này là sân nhà của Sarawak FA, một đội bóng của hội đồng địa phương. Tuy nhiên, do cơ sở vật chất bị hư hỏng và việc cải tạo sân vận động, Sarawak FA hiện đang chơi ở Sân vận động Bang Sarawak cho đến khi việc cải tạo hoàn tất trước Đại hội Thể thao Sukma 2016.

## Cơ sở vật chất
Sân được hoàn thành vào tháng 4 năm 1997, là một trong những sân vận động đẳng cấp thế giới của châu Á. Sân bao gồm 4 tầng, với một bảng điểm đa phương tiện điện tử, mặt sân bóng đá cỏ Manila với hệ thống thoát nước và đường chạy tổng hợp đã được cấp bằng sáng chế.
Sân vận động cũng được trang bị:
- Đường lái xe VIP
- Bãi đậu xe có sức chứa 320 xe
- Văn phòng sân vận động
- Phòng tập thể dục
- Phòng thay đồ và massage
- Hội thảo
- Nhà ăn
- Trung tâm kiểm soát an ninh
- Khu vực kiểm tra doping
- Phòng khám y tế
- Phòng tắm hơi
- Phòng cầu nguyện
- Cơ sở vật chất cho người tàn tật và VVIP.

## Trận đấu đáng chú ý
- Trận tứ kết Giải vô địch bóng đá trẻ thế giới 1997 giữa Brasil và Argentina
- Trận đấu Charity Shield 1998 giữa Sarawak FA và Selangor FA
- Trận tứ kết Cúp các câu lạc bộ đoạt cúp bóng đá quốc gia châu Á 1998–99 giữa Sarawak FA và Kashima Antlers của Nhật Bản.
- Địa điểm thứ tư (Bảng D) tổ chức các trận đấu của Malaysia, Chelsea, Bayern München và PSV Eindhoven tại Champions Youth Cup 2007.